# Dulcima
Dulcima is het tweede studioalbum van de Brit Rhys Marsh.
Rhys (geboren Neil) Marsh is een zanger en multi-instrumentalist die geboren is in Engeland maar via Zweden in Trondheim, Noorwegen terechtkwam en aldaar woont (2010). Hij verzamelde een aantal musici om hem heen en noemde die muziekgroep Autumn Ghost. Het lijkt er op dat de band geen vaste structuur heeft want de muziek zijn afkomstig uit andere bands uit Noorwegen en Zweden.
Dulcima is na The Fragile State of Inbetween het tweede album van het samenwerkingsverband. Marsh lichtte in het boekwerkje toe, dat zijn plan was een rustig album te maken. Uiteindelijk bleek er een ander album op de compact disc te staan, een vrij onrustig en onheilspellend album. De naam van de band Autumn Ghost (herfstgeest) voorspelde wat dat betreft al welke kant het zou opgaan. Liefhebbers van Noorse en/of Zweedse progressieve rock kunnen het album direct plaatsen, want de musici die op het album spelen hebben hun sporen al verdiend in de rockscene van die landen.
Dat er geen sprake is van een echte band blijkt uit het feit dat het album op allerlei plaatsen in Noorwegen en Zweden is opgenomen; de musici voegden hun stem kennelijk toe aan wat anderen al hadden opgenomen. De slagwerkpartij is opgenomen in Shiga nabij Tokio.  Het is een zeer stemmig album geworden waarbij men direct denkt aan de muziek van de bands als vermeld achter de musici.  

## Musici
- Rhys Marsh – stem, gitaar, piano, mellotron
- Trude Eidtang – zang (1,2,3,8) (ook White Willow)
- Jo Fougner Skaansar -   contrabas, basgitaar (1,8)
- Mattias Olsson – slagwerk, celesta, mellotron (1,4,6) (ook Änglagård)
- Anna Giddey – viool (2,7)
- Natalie Rozario – cello, (2,7)
- Takashi Mori – slagwerk (2,5,8,9,) (ook Unit)
- Ketil Vestrum Einarsen – dwarsfluit, spektrals (4) (ook White Willow, Wobbler, Jagga Jazzists)
- Gaute Storsve – elektrische gitaar (9)
- Timbre Cierpke – harp (7)
- Lars Fredrik Frøisle – hammondorgel, moog, celeste, (8) (ook White Willow, Wobbler)

## Muziek
Alles van Rhys Marsh:

| Nr. | Titel                                     | Duur  |
| --- | ----------------------------------------- | ----- |
| 1.  | In the Afterglow                          | 5:12  |
| 2.  | The Frightened Souls                      | 5:03  |
| 3.  | Divide in Silence                         | 4:35  |
| 4.  | Nine Times Beautiful                      | 8:10  |
| 5.  | The Safety of All You Know                | 10:04 |
| 6.  | You’ll Never Fall (tevens downloadsingle) | 4:02  |
| 7.  | Surrendered                               | 5:57  |
| 8.  | In Dark, in Light                         | 9:36  |